# HOME Jステーション
『HOME Jステーション』（ホーム ジェイステーション）は、広島ホームテレビで2003年3月31日から2018年4月6日まで生放送されていた夕方の報道・情報番組である（毎週月曜 - 金曜16:49 - 18:56）。新聞などでは「Jステーション」と表記されることが多く、略称に「Jステ」がよく用いられる。

## 番組概要
全国のニュースと広島の生活情報を中心に、広島のニュースほか中国地方でのイベント情報や生活情報など、暮らしに役立つ様々なジャンルの情報を取り上げていた。
番組放送開始当初からキー局・テレビ朝日ほかで放送されている『スーパーJチャンネル』の、17時台ニュース部分（16:50 - 17:36）とANN枠（17:53 - 18:15）を内包する。2012年3月12日からは全国ニュースの終了時間が18:15までになったため、それに合わせて2分繰り上がった。放送開始からしばらくの間はストレートニュースを扱う時間が少なく、約5 - 7分程度のフラッシュ形式で県内ニュースを扱っていた。
2007年1月5日の番組リニューアル以降、1本あたりのニュースは他局と同等の時間を確保するようになったが、ニュースの放送時間は従来通りのためにニュースの量が減った。
2018年4月6日をもって終了し、15年の歴史に幕を下ろした。全3831回。翌週9日からは後番組としてメインパーソナリティーに松本裕見子を起用した『みみよりライブ 5up!』を放送開始した（なお、『スーパーJチャンネル』の部分ネットは原則として大幅縮小され、ANNゾーンのみとなる）。なお、本番組の一部出演者は同番組に引き続き出演する。

### 広島ホームテレビ制作夕方ワイドの変遷
『Jステーション』開始以前のHOME制作夕方ワイドは現在より地元指向・情報バラエティ指向が強く、両番組ともに料理コーナーもあった。また、『げっきんLIVE』途中までは17時台を全てローカル枠としていたが、その後徐々に『Jチャンネル』17時台の一部をネットするようになった。
- ひろしまVOICE （1999年4月6日 - 2000年3月31日） - ローカルタレントの大松しんじが司会を務めるなど報道番組色が薄かった。
- げっきんLIVE （同年4月3日 - 2003年3月28日） - 途中まで17時台を全てローカルコーナーに充当しており、中島尚樹が担当していた「げっきんGENKIN」という現金獲得コーナーなど県内からの中継コーナーがあった。

## 放送時間
- 月曜 - 金曜 16:49 - 18:56 （JST、16:50 - 17:36と17:53 - 18:15に『スーパーJチャンネル』〈テレビ朝日制作〉を内包）
  - 年末年始などの休暇日には、『Jステーション』のローカルパート（17:36 - 17:53または18:15 - 18:56）を休止して『Jチャンネル』の17時台特集部分および、関東ローカルパート部分（天気予報・エンディングも含む）を放送する事がある。
  - 18:15から『カープ応援中継“勝ちグセ。”』として広島東洋カープ戦が組まれる日は、17時台とANN枠のみに短縮する事がある。

## 番組終了時点での出演者

### メインキャスター
- 榮真樹 （2015年3月30日 -。過去にもサブキャスターとして出演していた） 毎週月-金曜MC
- 小嶋沙耶香（2010年3月29日 - ）
  - 2017年9月まで毎週月-金曜MC
  - 2017年10月から毎週月・木・金曜MC
- 大重麻衣（2014年4月 - ） 2017年10月から毎週火・水曜MC

### サブキャスター
- 串山真理（2012年4月5日 - ）
- 渡辺美佳
- 吉弘翔（2014年4月 - ）

### コメンテーター
- 北別府学（広島ホームテレビプロ野球解説者）
- 井筒智彦（宇宙博士）
- 濱野滝衣（弁護士）
- 小川富之（福岡大学法科大学院教授）

ゲストコメンテーター
- 木下富雄（カープOB）

## 過去の出演者

### メインキャスター
| 期間      | 期間       | 男性     | 女性         | 女性       |
| 期間      | 期間       | 男性     | 月・木・金曜 | 火・水曜   |
| --------- | ---------- | -------- | ------------ | ---------- |
| 2003.3.31 | 2006.12.22 | 井村尚嗣 | 渡辺美佳     | 渡辺美佳   |
| 2007.1.4  | 2009.3.27  | 渡辺徹   | 渡辺美佳     | 渡辺美佳   |
| 2009.3.30 | 2010.3.26  | 渡辺徹   | 中元綾子     | 中元綾子   |
| 2010.3.29 | 2015.3.27  | 渡辺徹   | 小嶋沙耶香   | 小嶋沙耶香 |
| 2015.3.30 | 2017.9.29  | 榮真樹   | 小嶋沙耶香   | 小嶋沙耶香 |
| 2017.10.2 | 2018.4.6   | 榮真樹   | 小嶋沙耶香   | 大重麻衣   |

### サブキャスター
- 田代香子 - サブキャスター。
- 八木静佳 - サブキャスター。出産のために広島ホームテレビを退社し、同時に番組も降板したが、2007年1月から3か月間「目からウロコ」にリポーターとして出演していた。
- 奥村奈津美 - 2007年4月だけ「目からウロコ」を担当。
- 川上裕子 - サブキャスター。
- 斉藤尚子 - サブキャスター。
- 浦本可奈子（ - 2011年9月） - スポーツキャスター。広島ホームテレビ退社によって降板。
- 坪山奏子（ - 2012年3月） - ニュースキャスター。広島ホームテレビ退社によって降板。
- 石黒新平（2011年9月27日 - 2012年3月） - 広島ホームテレビ退社によって降板。
- 山田幸美（2009年3月30日 - 2014年3月）
- 森本晴香（2012年4月 -2013年3月 ）

### コーナー
- 月曜
  - Jステ特集
  - カラダ健康塾（井上恵津子）
  - 地球派宣言（渡辺美佳）
- 火曜
  - 広島のトリセツ（大重麻衣）
  - 人生スイッチ
- 水曜
  - いいもの探し旅
  - ひろしま建物探訪（広島ホームテレビアナウンサーが交代でリポート）
- 木曜
  - 怒れる食卓（大松しんじ）
  - 栄信のセケン学（坂野栄信）
- 金曜
  - あっちゃんの日本一（西田篤史）
  - サキドリ!まいチャンネル（大重麻衣）
  - 食通厳選 オシ!めし（冨田奈央子）
  - 瀬戸内グルメ天国（中西希）

## タイムテーブル
| 時間  | 放送内容                            | 備考 |
| ----- | ----------------------------------- | --- |
| 16:49 | オープニング                        | キャスター挨拶・17時36分からの予告 |
| 16:50 | 『スーパーJチャンネル』             | テレビ朝日からの任意ネット、全国のニュース・天気予報 ※字幕放送対応                                                                               |
| 17:36 | イマドキJ                           | 水曜日:発車オーライ 金曜日:イマドキJ・旅 |
| 17:41 | 日替わり特集1                       | 月曜日:おとりよせ 火曜日:大ちゃんのお宝発見 水曜日:興味しんしん 木曜日:地球派宣言 金曜日:金曜中継                                                |
| 17:49 | 日替わり特集2                       | 月曜日:勝ちグセ。J Monday 火曜日:うわさのたまご 水曜日:学び舎じゃけん・ガーデニング 金曜日:週刊おすすめニュース・週刊映画情報                    |
| 17:52 | 天気予報                            | 県内の天気予報 |
| 17:53 | 『スーパーJチャンネル』             | ANNゾーン 全国のニュース ※字幕放送対応 |
| 18:15 | Jステ特集                           | 水曜日:危ない街 金曜日:金曜特集 自社制作の他『スーパーJチャンネル』関東ローカルパートや『キャスト』（ABC）など系列局の特集を放送することがある。 |
| 18:30 | 広島県内のニュース                  | ストレートニュースや記者リポートなど |
| 18:46 | ひろしま街グルメ（月曜日 - 木曜日） | 金曜日:瀬戸内リレー |
| 18:50 | 生活情報系ニュース                  | |
| 18:53 | エンディング                        | |

### 過去のコーナー
| 曜日            | コーナー                                                                                 |
| --------------- | ---------------------------------------------------------------------------------------- |
| 月曜日 - 木曜日 | 学び舎じゃけん                                                                           |
| 月曜日          | 週刊ひろしまNEWS（17時台①） 元気な会社にはワケがある（17時台②） ニュースを追う（18時台） |
| 火曜日          | 快体新書・広島偉人伝（17時台①） 西日本紀行（17時台2） 密着ルポ!!（18時台）               |
| 木曜日          | 遊々スイッチ syumatsu（17時台①） アクティブライフ（17時台②） ここが変じゃ広島（18時台）  |
| 金曜日          | キラリ素敵生活のススメ（17時台①） 風の吹く街から（17時台②）                              |

- 大松しんじ（「目からウロコ」）
- 伊藤みのり（「目からウロコ」）
- 田中寿江（「目からウロコ」）

## 特別番組
- 2017年8月6日（日曜）12:00 - 12:55[注 4]：『HOME Jステーション原爆の日SP 〜爆心地を語り続ける〜』

原爆投下から72年に関する特別番組として放送。特番は「平和について考える」という内容で放送した。
- 2017年9月19日（火曜）6:00 - 8:00[注 5]『朝からJステーション カープ連覇お祝いSP』

広島東洋カープの優勝に関する特別番組として放送。榮・小嶋が進行し、北別府学がゲスト出演した。